# 福克蘭群島鎊
福克蘭群島鎊是英國的海外屬地福克蘭群島（又稱馬爾維納斯群島）的流通貨幣。貨幣編號FKP。福克蘭群島鎊與英鎊等值。另外福克蘭群島鎊也在南佐治亞和南桑威奇群島使用。

## 流通中的貨幣

### 硬幣
- 1 便士：巴布亞企鵝
- 2 便士：陸地棉鵝
- 5 便士：黑眉信天翁
- 10 便士：南海狮
- 20 便士：綿羊
- 50 便士：福克蘭狼
- 1 鎊：福克蘭群島國徽
- 2 鎊：福克蘭群島地圖

### 紙幣

福克蘭群島現在流通的紙幣。

- 5 鎊
  - 正面：伊麗莎白二世或查爾斯三世
  - 背面：三間房屋或國花和贾森群岛的尖島
- 10 鎊
  - 正面：伊麗莎白二世或查爾斯三世
  - 背面：三間房屋或國花和贾森群岛的尖島
- 20 鎊
  - 正面：伊麗莎白二世或查爾斯三世
  - 背面：三間房屋或國花和贾森群岛的尖島
- 50 鎊
  - 正面：伊麗莎白二世
  - 背面：三間房屋

## 外部連結
- 唐的世界硬币画廊：Falkland Islands
- 罗恩·怀斯的世界纸币：Falkland Islands 镜像网站
- 环球货币历史：Falkland Islands
- 《环球金融资料》货币历史表格（ 微软试算表格式）